# Campionat d'Espanya de rugbi a VII femení
El Campionat d'Espanya de rugbi a VII femení, conegut GPS 7s Copa de la Reina Iberdrola per motius de patrocini, és una competició esportiva de clubs de rugbi a 7 espanyols, creada la temporada 2016-17. De caràcter anual, està organitzat per la Federació Espanyola de Rugbi. Hi participen dotze equips dividit en tres grups que disputen tres sèries de competició en format de lligueta. Així mateix, es disputen en tres seus neutrals amb dates diferents. És declarat campió de la Copa de la Reina l'equip que té millor puntuació al final del torneig.

## Equips participants
A la temporada 2022-23 hi competeixen dotze equips distribuïts en tres grups:
- ADI Industriales
- CR Cisneros
- CRAT A Coruña
- EIbar RT
- XV Hortaleza RC
- Jabatos RC
- CR Majadahonda
- Olímpico Pozuelo
- Sanse Scrum RC
- CR Sant Cugat
- CDU Sevilla
- Rugby Turia

## Historial
| En negreta = Equip guanyador (1) = Nombre de títols |

| Edició                                                                     | Temp.   | Campió             | Subcampió               | Seu                                                                  | refs  |
| -------------------------------------------------------------------------- | ------- | ------------------ | ----------------------- | -------------------------------------------------------------------- | ----- |
| I                                                                          | 2016-17 | CR Majadahonda (1) | Olímpico Escrapalia     | Madrid / València / Valladolid                                       | [ 3 ] |
| II                                                                         | 2017-18 | CR Majadahonda (2) | Sanse Scrum RC          | La Vila Joiosa / Hospitalet de Llobregat / Madrid                    | [ 4 ] |
| III                                                                        | 2018-19 | CR Majadahonda (3) | CR Cisneros             | Oliva / Alzira / Montecastillo, Jerez de la Frontera                 | [ 5 ] |
| no es disputà la temporada 2019-20 pel risc públic de contagi del COVID-19 |         |                    |                         |                                                                      |       |
| IV                                                                         | 2020-21 | CR Cisneros (1)    | CR Majadahonda          | Camp d'Elviña, La Corunya / Camp La Guinardera, St. Cugat del Vallès |       |
| V                                                                          | 2021-22 | CR Sant Cugat (1)  | CR Complutense Cisneros |                                                                      | [ 6 ] |
| VI                                                                         | 2022-23 | Eibar RT           | Energimac Majadahonda   | Arroyo de la Encomienda / Eibar / Madrid                             | [ 7 ] |

## Palmarès
| Equip                     | Campió | Subcampió | Anys campió               | Anys subcampió   |
| ------------------------- | ------ | --------- | ------------------------- | ---------------- |
| Club de Rugby Majadahonda | 3      | 2         | 2016-17, 2017-18, 2018-19 | 2020-21, 2022-23 |
| Club de Rugby Cisneros    | 1      | 2         | 2020-21                   | 2018-19, 2021-22 |
| Club de Rugby Sant Cugat  | 1      | 0         | 2021-22                   | ―                |
| Eibar Rugby Taldea        | 1      | 0         | 2022-23                   | ―                |
| Olímpico Rugby Club       | 0      | 1         | ―                         | 2016-17          |
| Sanse Scrum Rugby Club    | 0      | 1         | ―                         | 2017-18          |